# Lübbenau

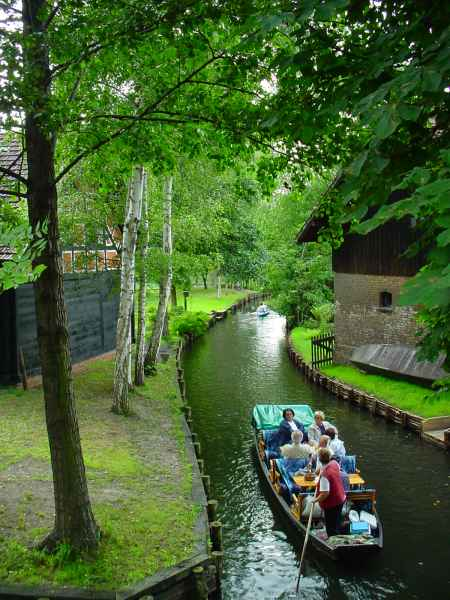
A tourist boat on a Spreewald canal in Lübbenau-Lehde

Lübbenau (phát âm tiếng Đức: [lʏbəˈnaʊ], Sorbian: Lubnjow /ˈlʊbɲɔw/) là một đô thị thuộc huyện Oberspreewald-Lausitz, bang Brandenburg, Đức.